# Moritz von Grünewaldt

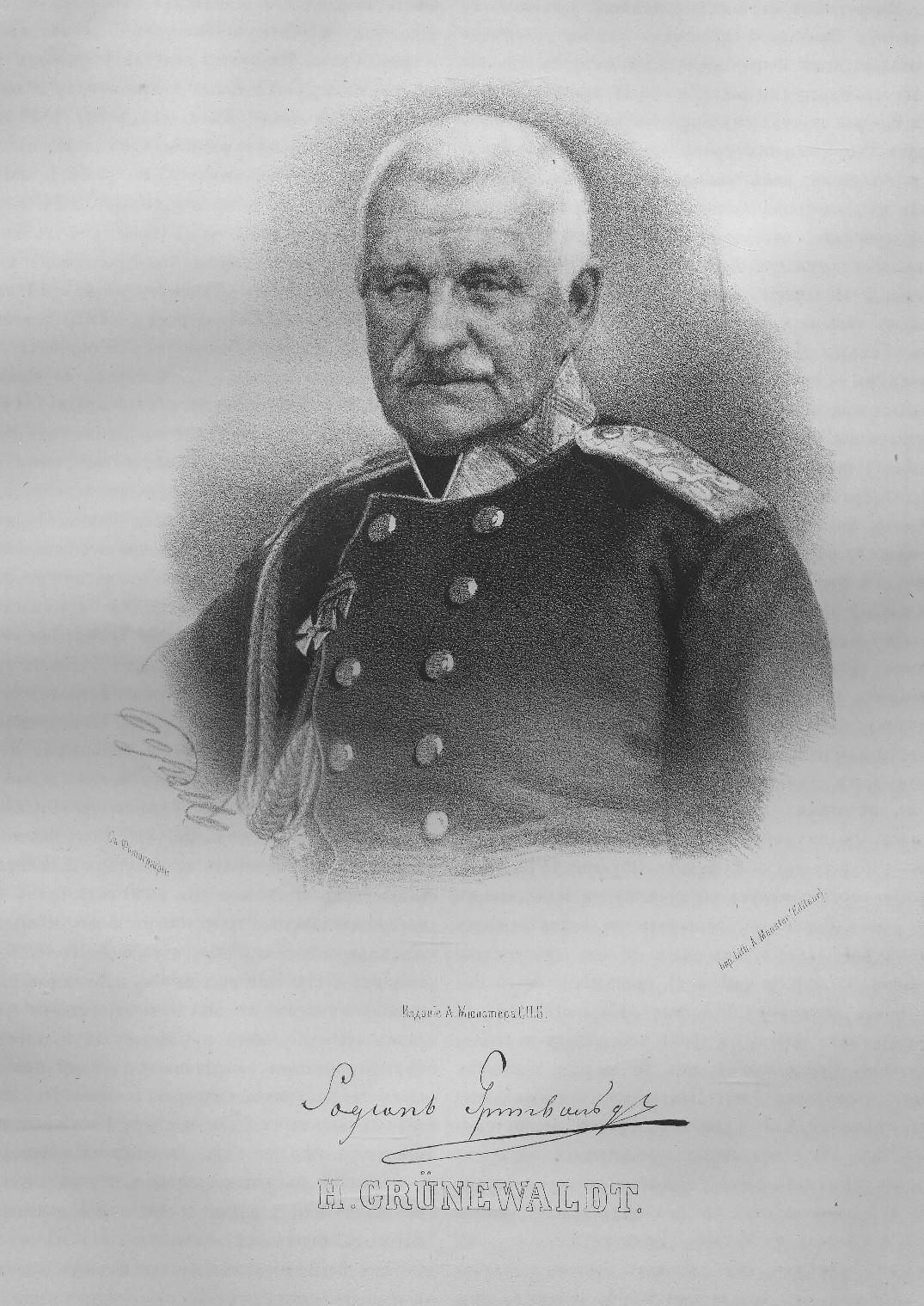
Moritz Reinhold von Grünewaldt

Moritz Reinhold Rodion Gerhard von Grünewaldt (russisch Родион Мориц Рейнгольд Егорович Гринвальд; * 12. Mai 1797 in Koik, Gouvernement Estland; † 24. Dezember 1877 in Sankt Petersburg) war ein russischer General der Kavallerie und Mitglied des russischen Staatsrats.

## Leben
Seit 1813 diente Moritz von Grünewald im Kavallerie-Garde-Regiment der Kaiserlich-Russischen-Armee und wurde 1815 zum Fahnenjunker befördert. Es schloss sich im gleichen Jahr die Beförderung zum Kornett an, danach die Beförderungen 1817 zum Leutnant, 1819 zum Hauptmann und 1821 zum Rittmeister. Ab 1825 war er als Kapitän Eskadronchef der Leibeskadron des russischen Zaren Nikolaus I. (1796–1855) zugeteilt. Durch seinen persönlichen Einsatz bei der Niederschlagung des Dekabristenaufstandes im Dezember 1825 wurde der Zar auf ihn aufmerksam. Kapitän v. G. war als Sonderbeauftragter in Moskau, Orel und Kursk und ermittelte gegen Offiziere seines Regiments, die in Verbindung mit den Dekabristen standen. 1826 wurde er zum Oberst befördert und 1827 zum Flügeladjutanten des Zaren ernannt. 1831 war Moritz v. G. in der Niederschlagung des Novemberaufstands in Polen eingesetzt und übernahm das Kommando über das Nowgoroder-Kürassier-Regiment, welches er bis nach Warschau führte. Am 25. Juni 1833 wurde er zum Generalmajor befördert, kommandierte ein Kavallerie-Regiment und übernahm 1837 die 1. Garde-Kürassier-Brigade. Nach einer kurzzeitigen Freistellung vom Dienst wurde er nach Berlin entsandt und führte Sondermissionen im Königreich Hannover, Königreich Württemberg und Österreich durch. 1839 übernahm er das Kommando über die 1. Kürassier-Brigade und wurde 1844 unter gleichzeitiger Beförderung zum Generalleutnant Kommandeur der Garde-Kürassier-Division. Nach einer Meinungsverschiedenheit mit dem Großfürsten Michael Pawlowitsch Romanow, im Jahre 1847, ließ sich Grünewaldt zur Pension in Koik (Gouvernement Estland) nieder. Am 28. Mai 1849 wurde er zum Inspekteur des Reserve-Kavallerie-Korps ernannt. Seine Ernennung zum Generaladjutanten erfolgte 1850. 1852 wurde er von Nikolaus I. zum persönlichen Militärberater seines Sohnes, des Großfürsten Nikolai Nikolajewitsch Romanow, ernannt. Beim Krimkrieg 1853–1856 kommandierte er das Garde-Kavallerie-Korps, dieses war als Sicherung an der Ostseeküste eingesetzt. Im Jahr 1856 wurde er zum General der Kavallerie ernannt. Von 1859 bis 1876 war er Präsident des Ostseekomitees und seit 1864 Mitglied im russischen Reichsrat. Seit 1865 war er Chef der 4. Eskadron des Kavallerie-Garde-Regiments und erhielt ein 6500 Acres großes Land in der Provinz Samara. Am 17. April 1874 wurde er aus dem Staatsdienst entlassen und gründete das Familien-Legat (Vermächtnis). Er starb 1877 und wurde auf dem Familienbesitz in Orrisaar beigesetzt.

## Auszeichnungen
In Anerkennung und Würdigung seiner Verdienste erhielt Moritz von Grünewaldt mehrere russische und nichtrussische Orden und Ehrenzeichen verliehen. Hierzu gehörten:
1. Russische Orden
- 1831  Russischer Orden der Heiligen Anna, 2. Klasse
- 1831  Russischer Orden des Heiligen Stanislaus, 3. Klasse
- 1831  Virtuti Militari, 3. Klasse
- 1835  Russischer Orden des Heiligen Wladimir, 3. Klasse
- 1837 Russischer Orden des Heiligen Stanislaus, 1. Klasse
- 1839 Russischer Orden der Heiligen Anna, 1. Klasse
- 1841 Russischer Orden der Heiligen Anna, 1. Klasse mit Krone
- 1841  Russischer Orden des Heiligen Georg, 4. Klasse
- 1845 Orden des Heiligen Wladimir, 2. Klasse
- 1850  Kaiserlich-Königlicher Orden vom Weißen Adler
- 1857  Kaiserlicher Orden Alexander-Newski
- 1860 Kaiserlicher Orden Alexander Newski mit Brillanten
- 1867 Orden des Heiligen Wladimir, 1. Klasse
- 1874  Orden des Heiligen Andreas des Erstberufenen

2. Nichtrussische Orden
- 1827  Kreuz des Johanniterorden
- 1841  Verdienstorden Philipps des Großmütigen
- 1851  Roter Adlerorden, 1. Klasse mit Brillanten
- 1852  Österreichisch-kaiserlicher Leopold-Orden, 1. Klasse
- 1853  Hausorden vom Weißen Falken

Mitgliedschaften
- Ehrenmitglied der Naturforscher-Gesellschaft Dorpat[2]

## Herkunft und Familie

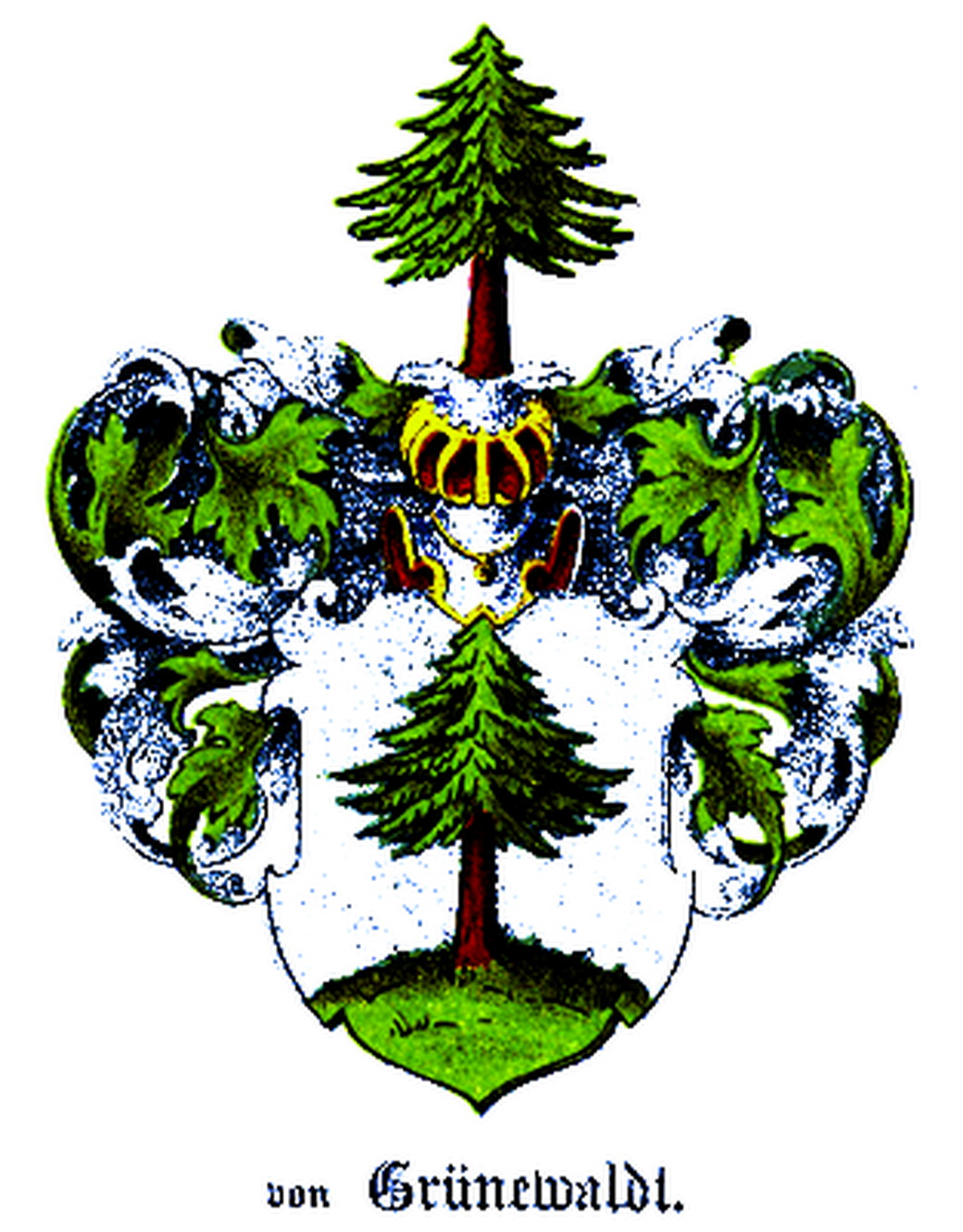
Familienwappen des Adelsgeschlechts von Grünewaldt

Moritz Reinhold Rodion v. G. stammte aus dem deutsch-baltischen Adelsgeschlecht von Grünewaldt. Er war der Sohn des estländischen Landrats und russischen Major Johann Georg von Grünewaldt (1763–1817), der mit Anna von Kursell verheiratet war. Moritz war nicht verheiratet. Seine Brüder waren die Begründer der Häuser Hukas Johann von Grünewaldt (1796–1862), Koik Otto Magnus von Grünewaldt (1801–1890) und Orrisaar Alexander von Grünewald (1805–1886).